# 恵那警察署
恵那警察署（えなけいさつしょ）は、岐阜県警察が管轄する警察署の一つである。
2006年（平成18年）4月1日、岩村警察署が恵那警察署に統合されたことにより、管轄範囲が拡大されている。

## 所在地
- 岐阜県恵那市長島町正家514番地2

## 管轄区域
- 恵那市全域

## 沿革

### 恵那警察署
- 1873年（明治6年）- 第24番取締局を開設
- 1880年（明治13年）- 岐阜県警察部中津川警察署大井分署を設置
- 1948年（昭和23年）- 国家地方警察岐阜県本部北恵那地区警察署を設置
- 1954年（昭和29年）- 恵那警察署を設置
- 1994年（平成6年）- 庁舎を新築
- 2005年（平成17年）- 中津川市蛭川を中津川警察署に管轄変更
- 2006年（平成18年）4月1日 - 岩村警察署を統合

### 岩村警察署
- 1873年（明治6年）- 第6区出張所を設置
- 1880年（明治13年）- 岐阜県警察部中津川警察署岩村分署を設置
- 1948年（昭和23年）- 国家地方警察岐阜県本部南恵那地区警察署を設置
- 1954年（昭和29年）- 岩村警察署を設置
- 1987年（昭和62年）- 庁舎を新築
- 2006年（平成18年）- 恵那警察署に統合し、庁舎は岩村警部交番となる。

## 組織
- 会計課 - 会計係
- 警務課 - 警務係、相談係
- 生活安全課 - 生活安全係
- 地域課 - 地域係、機動警ら係
- 刑事課 - 刑事係、鑑識係
- 交通課 - 交通係
- 警備課 - 警備係

## 警部交番

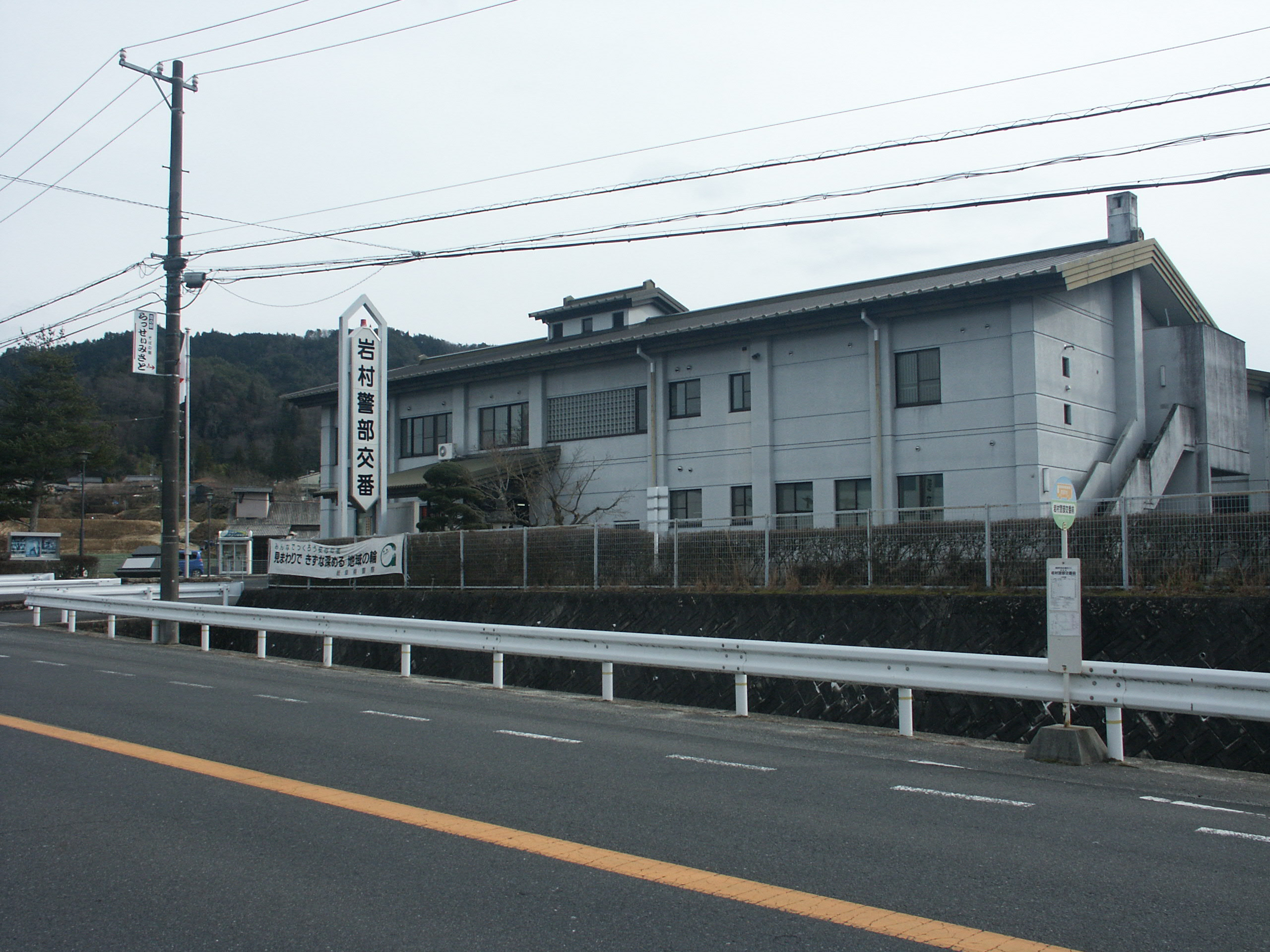
岩村警部交番（旧岩村警察署）

（ ）の中は所在地。
- 岩村警部交番（恵那市岩村町709-4）

## 交番
（ ）の中は所在地。
- 駅前交番（恵那市大井町296-10）

## 駐在所
（ ）の中は所在地。
- 三郷駐在所（恵那市三郷町佐々良木1839-3）
- 武並駐在所（恵那市武並町竹折1153-1）
- 笠置駐在所（恵那市笠置町姫栗1367-1）
- 中野方駐在所（恵那市中野方町1809-3）
- 明智駐在所（恵那市明智町833-7）
- 山岡駐在所（恵那市山岡町上手向1215-1）
- 上矢作駐在所（恵那市上矢作町3978-23）
- 串原駐在所（恵那市串原2282-1）

## 交通

### 交通機関
- JR中央本線恵那駅より徒歩約15分

### 自動車
- 国道19号正家交差点
- 国道257号正家清水交差点

## 周辺
- アクロスプラザ恵那
- ネッツトヨタ岐阜恵那店
- 恵那市役所
- 岐阜県立恵那高等学校